# Каменистый (мыс)
Мыс Каменистый — мыс на востоке Азербайджана, в Гарадагском районе города Баку. Расположен на берегу Каспийского моря.

## География
Мыс Каменистый расположен к западу-юго-западу от мыса Пута. Мыс низкий.
К юго-западу от мыса расположена гавань завода глубоководных оснований, образованная каменными дамбами. Дальше на юго-западе от мыса находятся земляные дамбы, на которых расположены буровые вышки и платформы.